# Лейкангер
Лейкангер (норв. Leikanger) — город и коммуна в Норвегии.
Город Лейкангер и одноимённая коммуна находятся в средней части фьорда Согнефьорд, выходящего в Норвежское море, на южном побережье фьорда. Административно город и коммуна входят в фюльке (провинцию) Согн-ог-Фьюране. На противоположной от Лейкангера стороне фьорда лежит коммуна Вик.
Площадь коммуны составляет 185 км². Численность населения — 2156 человек (на 1 января 2009 года). Плотность населения равна 12 чел./км².